# Sirevåg
Sirevåg is een plaats in de Noorse gemeente Hå, provincie Rogaland. Sirevåg telt 439 inwoners (2007) en heeft een oppervlakte van 0,66 km².